# Арабей, Павел Григорьевич
Павел Григорьевич Арабей (13 января 1901 — 21 ноября 1984) — советский военачальник, генерал-майор (15.09.1943).

## Биография
Родился 13 января 1901 года в деревне Заполье, ныне Красненского сельсовета в Кореличском районе Гродненской области, Белоруссия.

### Гражданская война
В Гражданскую войну в феврале 1920 года добровольно поступил на 9-е Владимирские командные курсы. По окончании обучения в 1921 года был направлен в распоряжение помощника главкома по Сибири и назначен в 53-й стрелковый батальон 8-й бригады войск ВЧК в город Барнаул, где проходил службу командиром взвода и помощником командира роты.

### Межвоенный период
В декабре 1924 года был переведён в 9-й Сибирский полк войск ОГПУ в город Новосибирск, где занимал должности командира взвода и помощника командира учебного дивизиона по строевой части.
В августе 1925 года назначен помощником командира по строевой части 77-го отдельного дивизиона войск ОГПУ в город Иркутск. В сентябре 1927 — июле 1928 года в Иркутске прошёл подготовку на Сибирских повторных курсах комсостава, по окончании которых был назначен в 9-й Сибирский полк войск ОГПУ помощником начальника и врид начальника полковой школы.
Летом 1929 года направлен на западную границу инструктором боевой подготовки 12-го Бигосовского пограничного отряда войск ОГПУ Белорусского округа, с ноября одновременно был начальником маневренной группы.
В 1929 году вступил в ВКП(б).
В марте 1930 года назначен помощником начальника по строевой части 18-го Житковического пограничного отряда, а с июня 1933 года служил в той же должности в 14-м пограничном отряде в м. Плещеницы.
В октябре 1933 года был командирован в Москву на учёбу в Высшую пограничную школу НКВД. После окончания обучения в мае 1935 года оставлен в ней командиром дивизиона курсантов и преподавателем огневой подготовки. Осенью того же года поступил на вечернее отделение Военной академии РККА им. М. В. Фрунзе. В марте 1939 года окончил академию и был назначен начальником учебного отдела Ордженикидзевского военного училища НКВД им. С. М. Кирова, с марта 1940 года исполнял должность помощником начальника училища по учебно-строевой части.

### Великая Отечественная война
С началом войны полковник П. Арабей в конце июня 1941 года был командирован в город Серпухов на формирование 259-й стрелковой дивизии. Исполнял должность начальника штаба дивизии.
15 июля 1941 года дивизия выступила в район Бородино и вошла в состав 33-й армии. 25 июля она была передислоцирована на Северо-Западный фронт в 34-ю армию и вела наступательные бои по уничтожению группировки противника в районе Демянска и Старой Руссы, не допущению его продвижения на Валдай и выход на Октябрьскую ж. д. Пройдя с боями около 150 км, её части форсировали реку Ловать и вышли в Лычковский район Ленинградской области, где вынуждена была перейти к обороне. В начале октября она попала в окружение и в течение 8 суток пробивалась в направлении Демянска. В составе группы в 250 человек вышел на участке обороны 27-й армии в районе озера Селигер. После проверки его отряд убыл в 34-ю армию и по приказу занял оборону в районе озера Велье.
Через несколько дней был откомандирован в распоряжение командующего 34-й армией, затем Северо-Западного фронта и назначен начальником штаба 241-й стрелковой дивизии. Её части занимали оборону между озёрами Велье и Селигер. С 25 декабря дивизия была передана 34-й армии и в январе 1942 года участвовала с ней в Демянской наступательной операции. 7 мая она была переподчинена 53-й армии и до конца года занимала оборону в районе Ватолино — оз. Селигер.
29 июня 1942 года был назначен командиром этой дивизии. В феврале 1943 года дивизия участвовала в наступательной операции по ликвидации демянского плацдарма, действуя на направлении главного удара армии. В конце мая она в составе 27-й армии была включена в состав Степного ВО и к началу июля выдвинулась в район Курска. В августе в ходе Белгородско-Харьковской наступательной операции она с боями прошла до 100 км и освободила 32 населенных пункта, в том числе Грайворон и Писаревка.
В период 21-24 августа в районе Яблочное её части нанесли поражение танковой дивизии СС «Великая Германия» и отбросили противника к Ахтырке. В сентябре — ноябре дивизия вела бои по освобождению Левобережной Украины, участвовала в Киевской наступательной операции. В середине ноября она перешла в 17-й гвардейский стрелковый корпус 38-й армии 1-го Украинского фронта и принимала участие в Киевской оборонительной и Житомирско-Бердичевской наступательной операциях. В ходе последней её части совместно с 1-й танковой армией освободили город Казатин. В ходе Проскуровско-Черновицкой наступательной операции дивизия 20 марта освободила город Винница, за что ей было присвоено наименование «Винницкая».
В июне 1944 года, при передислокации дивизии во время ночного марша, в автомобильной аварии генерал-майор П. Арабей получил ранение и лечился в госпитале. После выздоровления в ноябре был направлен на учёбу в Высшую военную академию им. К. Е. Ворошилова. По окончании её ускоренного курса в апреле 1945 года назначается начальником формируемых Куйбышевских курсов усовершенствования офицеров местных органов военного управления.

### Послевоенная карьера
После войны в октябре 1947 года был назначен командиром 120-й гвардейской стрелковой Рогачевской Краснознаменной орденов Суворова и Кутузова дивизии Белорусского военного округа.
В январе 1951 года переведён в Архангельский военный округ командиром 25-й отдельной стрелковой Севской дважды Краснознаменной орденов Суворова и Кутузова бригады.
С декабря 1953 по февраль 1955 года прошёл подготовку на ВАК при Высшей военной академии им. К. Е. Ворошилова, затем назначен командиром 85-й стрелковой дивизии Западно-Сибирского военного округа.
2 апреля 1956 года уволен в запас.

## Награды

### Награды СССР
- орден Ленина (30.04.1945)
- три ордена Красного Знамени (06.06.1943, 03.11.1944, 19.11.1951)
- орден Суворова II степени (10.01.1944)
- два ордена Отечественной войны I степени (03.01.1944, 06.04.1985)
  - Медали, в том числе:
  - «XX лет Рабоче-Крестьянской Красной Армии» (1938)
  - «За победу над Германией в Великой Отечественной войне 1941—1945 гг.» (1945)
  - «Ветеран Вооружённых Сил СССР»

### Иностранные награды
- орден «Легион почёта» степени командора (США, август 1944)[2].

## Почётный гражданин
Удостоен звания «Почётный гражданин города Винница».

## Память
В честь П. В. Арабея в городе Винница названа улица.